# Провулок Фучика (Мелітополь)
Провулок Фучика — провулок у Мелітополі, що йде від вулиці Фучика до вулиці 8 Березня. Складається з приватного сектора, покриття ґрунтове.

## Назва
Провулок названий на честь Юліуса Фучика (1903—1943) — чехословацького журналіста та активіста комуністичної партії.

## Історія
Вперше згадується 6 січня 1953 року. До 21 жовтня 1965 року називався 2-й Чичеріна. У той самий день частина вулиці Чичеріна (нині Олександра Чигріна) була виділена в окрему вулицю Фучика.

## Галерея
|                           |                            |                                                                             |
| виїзд на вулицю 8 Березня | вид у бік вулиці 8 Березня | виїзд на вулицю Фучика, вид на дев'ятиповерховий будинок (вул. Фучика, 35). |